# Realness
Albums de RuPaul
Born Naked
(2014) Slay Belles
(2015)
Realness est le septième album enregistré en studio par la drag queen américaine RuPaul, sorti le 2 mars 2015.

## Liste des chansons
Toutes les chansons sont écrites et composées par RuPaul.
| No  | Titre                                                           | Durée |
| --- | --------------------------------------------------------------- | ----- |
| 1.  | L.A. Rhythm (en duo avec Michelle Visage and JROB)              | 4:41  |
| 2.  | Color Me Love (en duo avec Rebecca Romijn and Markaholic)       | 3:34  |
| 3.  | I Met Him On the Dance Floor (Interlude)                        | 0:45  |
| 4.  | I Blame You (en duo avec Ellis Miah)                            | 5:19  |
| 5.  | Throw Ya Hands Up (2015) (en duo avec Lady Bunny et Ellis Miah) | 3:54  |
| 6.  | This Is a Picnic (Interlude)                                    | 0:52  |
| 7.  | Die Tomorrow (en duo avec Frankmusik)                           | 3:06  |
| 8.  | The Realness (en duo avec Eric Kupper)                          | 3:25  |
| 9.  | A Dream You're Having (Interlude)                               | 0:26  |
| 10. | L.A. Rhythm (en duo avec Michelle Visage and Matt Moss)         | 3:38  |
| 11. | Born Naked (Stadium Remix en duo avec Clairy Browne)            | 2:46  |
| 12. | Drag Mocks Identity (Interlude)                                 | 0:19  |
| 13. | Step It Up (en duo avec Dave Audé)                              | 3:33  |
| 14. | LGBT (en duo avec featuring Chi Chi LaRue & Markaholic)         | 3:56  |
| 15. | Thorns of a Rose (Interlude)                                    | 1:31  |

## Classements musicaux
| Classements (2015)                   | Meilleure position |
| ------------------------------------ | ------------------ |
| US Billboard Dance/Electronic Albums | 6                  |
| US Billboard Independent Albums      | 38                 |

## Historique de sortie
| Région | Date        | Label     | Format         |
| ------ | ----------- | --------- | -------------- |
| Monde  | 2 mars 2015 | RuCo Inc. | Téléchargement |